# Tapoga
Tapoga ist ein Arrondissement im Departement Atakora in Benin. Es ist eine Verwaltungseinheit, die der Gerichtsbarkeit der Gemeinde Cobly untersteht. Gemäß der Volkszählung von 2013 hatte Tapoga 13.986 Einwohner, davon waren 6.905 männlich und 7.081 weiblich.